# Strada statale 117 Centrale Sicula
La strada statale 117 Centrale Sicula (SS 117) è una strada statale italiana che collega Santo Stefano di Camastra a Leonforte, attraversando i Nebrodi. Nel suo percorso attraversa i comuni di Santo Stefano di Camastra, Reitano, Mistretta, Nicosia e Leonforte.

## Storia
La strada statale 117 venne istituita nel 1928 con il seguente percorso: "Santo Stefano di Camastra - Nicosia - Quadrivio della Misericordia presso Enna - Piazza Armerina - Terranova di Sicilia."
Afferisce all'itinerario storico l'attuale strada statale 117 bis Centrale Sicula, che va dal quadrivio della Misericordia, presso Enna, a Gela, passando per Piazza Armerina.
La strada statale 117 ter di Nicosia è invece una strada in variante della strada storica, in corrispondenza dell'abitato di Nicosia.

## Descrizione
La strada collega l'ennese con la costa tirrenica attraverso il valico montano del colle del Contrasto, a 1127 metri sul livello del mare e serve gli importanti centri di Mistretta e Nicosia. Un tratto del suo percorso, in corrispondenza di Nicosia, è utilizzato anche dalla strada statale 120 dell'Etna e delle Madonie. Negli anni 2010 sono in corso lavori per il miglioramento dell'itinerario tra Mistretta e Nicosia, mentre il tratto tra Santo Stefano di Camastra e Mistretta è già stato migliorato con la realizzazione di numerose opere d'arte (gallerie, viadotti) che permettono di elevare la velocità media in un percorso in costante ascesa. Sono previste due varianti, di futura realizzazione, che evitino l'attraversamento degli abitati di Reitano e Mistretta, mentre, nel tratto ennese, è prevista un nuovo percorso per Leonforte, prosecuzione della strada statale 117 ter di Nicosia.

### Tabella percorso
| Centrale Sicula |                                                         |      |           |
| Tipo            | Indicazione                                             | km   | Provincia |
|                 | Settentrionale Sicula                                   | 0,0  | ME        |
|                 | Messina-Palermo (Svincolo di Santo Stefano di Camastra) | 0,5  | ME        |
|                 | Reitano                                                 | 7,1  | ME        |
|                 | per Romei                                               | 11,4 | ME        |
|                 | per Motta d'Affermo                                     | 11,5 | ME        |
|                 | Mistretta per Motta d'Affermo per Castel di Lucio       | 14,2 | ME        |
|                 | Colle del Contrasto                                     | 26,6 | ME/EN     |
|                 | per bivio ss 120                                        | 38,3 | EN        |
|                 | di Nicosia                                              | 44,1 | EN        |
|                 | dell'Etna e delle Madonie                               | 45,0 | EN        |
|                 | Nicosia per Agira per Sperlinga                         | 45,5 | EN        |
|                 | Bivio Salso dell'Etna e delle Madonie                   | 50,0 | EN        |
|                 | per Villadoro                                           | 51,2 | EN        |
|                 | Catanese                                                | 70,2 | EN        |

## Lavori in corso
È in corso la realizzazione di un nuovo asse stradale di rilevanza nazionale, detta Strada Nord-Sud, o Strada dei Due Mari, che unirà Santo Stefano di Camastra, sul versante tirrenico dell'isola, a Gela, sulla costa meridionale. Per la parte settentrionale del costruendo asse stradale il tracciato seguirà a grandi linee lo stesso percorso della SS 117, mentre da Enna a Gela comprenderà interamente la parte ammodernata della SS 117/bis.
La Nord-Sud, che per i tratti settentrionale e centrale non è ancora stata realizzata, è stata finanziata nel tratto ricadente nella Provincia di Enna, quello più esteso, dalla finanziaria 2007 per 445 milioni di euro.